# Comando Costeiro da RAF

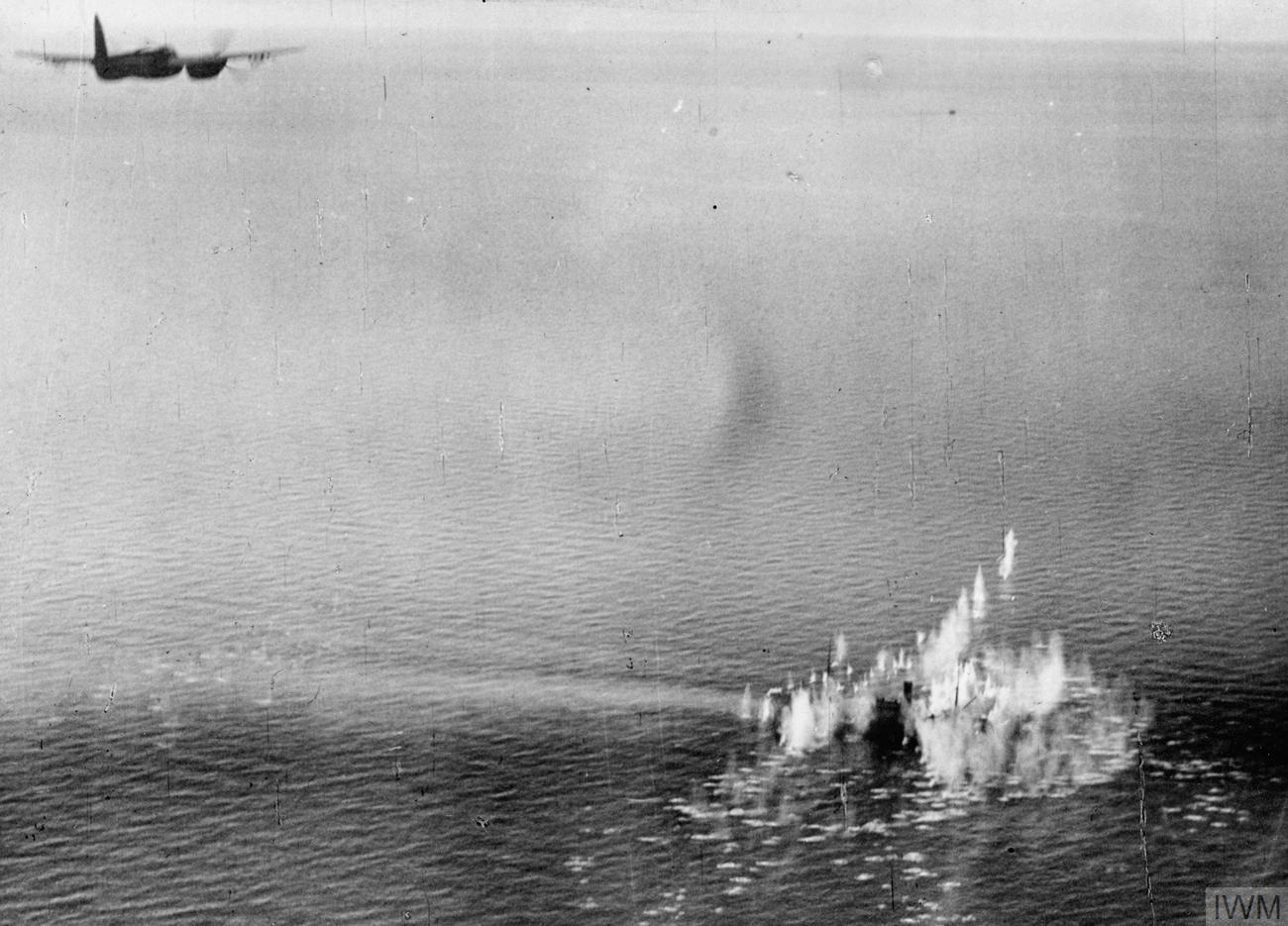
O bombardeio De Havilland DH 98 da RAF atacando um navio alemão.

O Comando Costeiro foi uma formação dentro da Real Força Aérea (RAF). Fundado em 1936, tornou-se no único ramo marítimo da RAF quando o Fleet Air Arm foi transferido para a Marinha Real. Participou durante a Segunda Guerra Mundial, na qual realizou missões anti-submarino, reconhecimento aéreo, busca e salvamento e reconhecimento meteorológico. Continuou a operar até 1969, quando foi incorporado no Comando de Ataque da RAF.